# 庫拉奇
庫拉奇（日语： clutch */?）為日本職棒東北樂天金鷲的吉祥物。主題是一隻鷲。

## 特徵
- 以鷲為主題，名字的由來是公眾募集，英語中的「clutch hitter」即「關鍵打者」之意。
- 背號10號，是樂天隊的永久欠番，和球迷一起穿著該背號。
- 初期登場並未戴帽。